# Sam, Interrupted
A Sam, Interrupted az Odaát című televíziós sorozat ötödik évadának tizenegyedik epizódja.

## Cselekmény
Hetekkel Ellen és Jo halála után, a fivérek ellátogatnak az oklahomai Glenwood Springs Pszichiátriai Intézetbe, ahol egy régi családi barátjuk és egyben apjuk többszörös megmentője, Martin Creaser is vendégeskedik, és számolt be különös halálesetekről az intézményben. Míg Sam hamis beutalóval és egy kis félrebeszéléssel jut be, Dean elmeséli dr. Fuller pszichológusnak, hogy miféle lényekre vadásznak az öccsével, így őt is beadják a golyósok közé. Miután egy bizonyos Karla nővér alaposan megvizsgálta őket, a társalgóba mennek, ahol találkoznak Martinnal. A férfi elmondja, hogy valamiféle szörny szedi áldozatait az épületben, eddig 5 beteggel végzett, ám az ápolók közül ezt senki nem hiszi el, ugyanis mindegyik öngyilkosságnak tűnt. 
Mivel dr. Fuller szerint a két testvér igen függ egymástól, külön csoportba osztja be őket. A terápián, melyen Sam vesz részt, az egyik ápolt, Ted a szörnyről akar beszélni, ami a betegekre vadászik, ám az orvos lecsillapítja, hogy nem léteznek szörnyek. Eközben Deannél feltűnik egy orvos, dr. Erica Cartwright, aki kérdéseket tesz fel neki, majd Dean is rákérdez a kórházban történő különös halálesetekre, majd pedig egy fiatal ápolt lány, Wendy kapja el a fiút a folyosón, és csókolja meg. A két testvér este, feltörve ajtajukat, kijutnak a szobájukból, és megkeresik Ted szobáját, ahol azonban már csak a férfi felakasztott holttestét találják. Később az épület hullaházába mennek, ahol Sam átvizsgálja Ted holttestének a koponyáját, és rájön, hogy a férfi agyát valami teljesen szárazra szívta. Elújságolva ezt Martinnak, ő azonnal rájön, hogy egy alakmással van dolguk, ami az emberek agyával táplálkozik, és csak ezüsttel lehet végezni vele. Ugyan bármelyik ember lehet a kórházban, a tükör megmutatja valódi kilétét. Dean a társalgóban figyeli az arra járókat a tükörben, és miközben ismét megjelenik mellette dr. Cartwright és beszédben elegyedik vele, észreveszi, hogy dr. Fuller a szörnyeteg. Miután loptak maguknak levélvágó ezüst késeket, Winchesterék hívják Martint is az esti akcióhoz, ő azonban visszakozik. A folyosón ekkor ismét megjelenik Wendy, ám ezúttal Samet smárolja le. Miután éjszaka rátalált Fullerre a folyosón, Sam rátámad és a karját megsebzi a késsel. Miután Sam kiütötte a két megjelenő ápolót, ismét az orvosra támad, ám váratlanul Martin állja útját; az ezüst a dokin sima, vérző sebet ejtett, így nem lehet ő a gyilkos lény. Sam gumiszobába kerül, ahol telenyomva nyugtatókkal, az ágyhoz kötözik. Mikor Dean bemegy hozzá beszélni, öccse azt mondja neki, talán kezd valóban becsavarodni, ezért látta a tükörben, amit látott. A társalgóban Cartwright újra letámadja Deant, és gúnyolni kezdi őt, amiért elhozta a Világvégét, majd felfedi előtte, hogy ő nem is létezik, csupán Dean képzeli, mert megbolondult. Míg Dean ezt követően mindenütt szörnyeket kezd látni és teljesen megretten, Samet kiengedik az elkülönítőből -noha Fuller azt mondja neki, hogy a benne lakozó düh nem emberi-, ám a társalgóban ő is hallucinálni kezd, így visszakerül. Dean úgy gondolja, Wendy az alakmás, ugyanis őt és Samet is a csókjával megmérgezte, ezért este Martinnal a szobájába mennek, ahol éppen Karla nővér a karjából kiálló szívószervvel szívja ki a lány agyát. A két vadász rátámad és megsebzi, azonban a lény kimenekül, és rájuk küldi az őröket. Míg Martin feltartja őket és hátramarad, Dean követi Karla vérnyomait, amik végül Sam különszobájához vezetnek. Itt a végső összecsapás előtt még a szörnyeteg elmondja, hogy neki ez a kórház éppen megfelelő táplálkozás céljából, ugyanis a bolondok agya még ízletesebb számára, majd Deanre támad. Az eléggé rossz állapotban lévő fiú fejét már éppen elérné az alakmás szívószerve, amikor is Dean leszabja azt, majd az ezüstkéssel mellkason szúrja, így az meghal. 
Mindketten azonnal kimenekülnek a kórházból, és az erdőben elrejtett Impalához rohannak, és elhagyják a környéket, előtte azonban még Sam közli, Fullernek tényleg igaza volt a benne lakozó dühvel kapcsolatban...

## Természetfeletti lények

### Alakmás
Az alakmás egy lidércszerű teremtmény, mely az emberek agyvizéből táplálkozik. Emberi alakot tud ugyan magára ölteni, a tükör megmutatja valódi mivoltát. Megölni vagy megsebezi ezüsttel lehet. 

## Időpontok és helyszínek
- 2010. eleje – Glenwood Springs Pszichiátriai Intézet, Ketchum, Oklahoma

## Külső hivatkozások
- Supernatural-Sam, Interrupted az Internet Movie Database oldalon (angolul)